# Anisomeria densiflora
Anisomeria densiflora är en kermesbärsväxtart som beskrevs av H.Walter. Anisomeria densiflora ingår i släktet Anisomeria och familjen kermesbärsväxter. Inga underarter finns listade i Catalogue of Life.